# Georges Malissard
Pour les articles homonymes, voir Malissard (homonymie).
Georges Alexandre Paul Marie Malissard est un sculpteur français, né à Anzin (Nord) le 3 octobre 1877 et mort à Neuilly-sur-Seine le 13 avril 1942. Sculpteur animalier

## Biographie
Georges Malissard est connu pour ses nombreuses statues équestres de personnalités de l'époque dont celle du maréchal Foch érigée à Cassel et dont une copie a été érigée à Londres en 1930 à Grosvenor Gardens (en).

## Distinctions
Georges Malissard est nommé chevalier de l'ordre national de la Légion d'honneur par décret du 30 octobre 1933.